# هانتینگ
هانتینگ (انگلیسی: Hunting) شرکت انرژی بریتانیایی است، که در سال ۱۸۷۴ تأسیس شد.